# Liste des sénateurs belges (législature 1971-1974)
Pour les articles homonymes, voir Liste des sénateurs belges.
Liste des sénateurs pour la législature 1971-74 en Belgique, à la suite des élections législatives par ordre alphabétique.

## Président
- Pierre Harmel (9.10.73) remplace Paul Struye

## Membres

### de droit
- S.A.R. Mgr. le Prince Albert de Belgique

### élus
1. Paul Akkermans (nl) (arr.Anvers)
2. Jan Bascour (arr.Bruxelles)
3. Georges Beauduin (arr.Huy-Waremme)
4. François Blancquaert (nl) (arr.Courtrai-Ypres)
5. Ferdinand Boey (arr.Anvers)
6. Albert Bogaert (nl) (arr. Bruges)
7. Elias Bogaerts (arr.Louvain)
8. André Boland (arr.Charleroi-Thuin)
9. Maurice Bologne (arr.Charleroi-Thuin)
10. René Bourgeois (arr.Bruxelles)
11. Max Bury (arr.Mons-Soignies)
12. Paul Cathenis (arr.Liège)
13. Lode Claes (arr.Bruxelles)
14. Etienne Cooreman (nl) (arr.Termonde/Saint-Nicolas)
15. Edmond Cristel (arr.Bruxelles)
16. Henri Cugnon (arrts du Luxembourg)
17. Emile Cuvelier (nl) (Arr. Audenarde-Alost)
18. Hector De Bruyne (arr.Anvers)
19. Constant De Clercq (nl),questeur (arr. Malines/Turnhout)
20. Paul De Clercq (arr.Malines/Turnhout)
21. Leopold Decoux (nl) (arr.Louvain)
22. Georges Dejardin (arr.Liège)
23. Maurice Delmotte[1] (arr. Mons-Soignies)
24. Albert Demuyter (arr.Bruxelles)
25. DrGérard De Paep (nl) (arr. Termonde/Saint-Nicolas)
26. Maurice Dequeecker (nl) (arr. Anvers)
27. Armand De Rore (nl) (arr.Courtrai-Ypres)
28. Pierre Descamps (arr.Tournai-Ath)
29. chevalier Paul de Stexhe (arr. Charleroi/Thuin)
30. Renaat Diependaele (arr. Audenarde-Alost)
31. André Dua (nl), secrétaire (arr.Gand-Eeklo)
32. Abel Dubois[2] (arr.Mons-Soignies)
33. Jean Dulac (arr.Tournai/Ath/Mouscron)
34. comte Yves du Monceau de Bergendal (arr.Nivelles)
35. Gaston Eyskens[3] (arr.Louvain)
36. Jacques Franck (arr. Bruxelles)
37. Jean Gillet (arr.Verviers)
38. Mme Marie-Thérèse Godinache-Lambert (arrts du Luxembourg)
39. Jean Goffart, secrétaire (arr. Namur/Dinant-Philippeville)
40. Georges Gramme (arr.Verviers)
41. Jacques Hambye (arr. Mons-Soignies)
42. Charles Hanin[4] (arrts du Luxembourg)
43. Joris Hardy (arr.Hasselt/Tongres-Maaseik)
44. Charles Héger[5] (arr. Namur/Dinant-Philippeville)
45. Gaston Hercot, secrétaire (arr. Charleroi-Thuin)
46. César Heylen (arr. Hasselt-Tongres-Maaseik)
47. Norbert Hougardy (arr. Bruxelles)
48. Raf Hulpiau (arr. Bruxelles)
49. Franz Janssens (arr.Charleroi/Thuin)
50. Wim Jorissen, secrétaire (arr.Malines-Turnhout)
51. Jean Kevers (arr. Tournai-Ath-Mouscron)
52. Jean Kickx (arr.Gand-Eeklo)
53. Robert Lacroix, secrétaire (arr. Namur-Dinant-Philippeville)
54. Léonce Lagae (arr.Louvain)
55. André Lagasse (arr.Bruxelles)
56. Hilaire Lahaye, secrétaire (arr. Courtrai-Ypres)
57. Albert Lavens (arr. Courtrai-Ypres)
58. Rafael Lecluyse (arr. Roulers-Tielt)
59. Théo Lefèvre[6] (arr. Gand-Eeklo)
60. Jacques Lepaffe (arr.Bruxelles)
61. Leo Lindemans (arr.Bruxelles)
62. Jules Loriaux (arr.Charleroi/Thuin)
63. Edmond Machtens, questeur (arr. Bruxelles)
64. Bob Maes (arr.Bruxelles)
65. Willem Mesotten (arr.Hasselt-Tongres-Maaseik)
66. Raymond Miroir (arr. Furnes-Dixmude-Ostende)
67. René Noël (arr.Mons-Soignies)
68. Gaston Paque (arr.Liège)
69. Hubert Parotte (arr.Verviers)
70. Gilbert Pede (arr.Gand-Eeklo)
71. Jan Piers (nl) (arr.Furnes-Dixmude-Ostende) (renonce en 1972)
72. Jef Ramaekers (arr. Malines-Turnhout)
73. Robert Roosens (arr.Anvers)
74. Raymond Scheyven[7] (arr.Bruxelles)
75. Léon Servais [8](arr.Liège)
76. Aloïs Sledsens (arr.Anvers)
77. Max Smeers (arr.Hasselt/Tongres-Maaseik)
78. Stassart (arr.Huy-Waremme)
79. Albert Strivay (arr.Liège)
80. Pierre Stroobants (arr.Nivelles)
81. Paul Struye, président (arr. Bruxelles)
82. Marcel Thiry (arr.Liège)
83. Michel Toussaint, 2e vice-président (arr.Namur/Dinant-Philippeville)
84. Frank Van Acker[9] (arr.Bruges)
85. Omer Vanaudenhove(arr.Louvain)
86. André Van Cauwenberghe, questeur (arr. Charleroi-Thuin)
87. John Van den Eynden (arr.Anvers)
88. Marcel Van der Aa (nl) (arr. Termonde/Saint-Nicolas)
89. Frans Vanderborght (arr. Anvers)
90. Dieudonné Vander Bruggen, secrétaire (arr. Audenarde-Alost)
91. Henricus Van Donick, secrétaire (arr. Malines-Turnhout)
92. Carlo Van Elsen (arr. Malines-Turnhout)
93. Frans Vangronsveld (arr.Hasselt/Tongres-Maaseik)
94. Bernard Van Hoeylandt (nl) (arr. Termonde/Saint-Nicolas)
95. Jozef Van In, questeur (arr. Bruges)
96. Roger Vannieuwenhuyze (arr. Roulers-Tielt)
97. Edgard Vanthilt (arr.Hasselt/Tongres-Maaseik) (†12.5.1973) remplacé 29-05-1973 par Hubert Rubens
98. Mme Angèle Verdin-Leenaers (arr.Bruxelles)
99. Joris Verhaegen (arr. Malines-Turnhout)
100. Wim Verleysen (nl) (arr. Audenarde-Alost)
101. Armand Verspeeten (arr.Gand-Eeklo)
102. Raphaël Versteele (arr.Furnes-Dixmude-Ostende)
103. Raoul Vreven (arr.Hasselt-Tongres-Maaseik)
104. Jacques Wathelet (arr.Liège)
105. Joseph Wiard (nl) (arr. Bruxelles)
106. Leo Wouters (arr. Gand-Eeklo)
107. Jos Wijninckx (arr.Anvers)

### provinciaux
- Jérôme Aerts
- Victor Billiet
- Edgard Bouwens
- Gustaaf Breyne[10]
- Marcel Busieau
- Willy Calewaert
- Walter Claeys (nl)
- Robert Conrotte
- Maurits Coppieters
- Marcel Coucke (nl)
- Joseph Daems
- Mme Rika De Backer-Van Ocken
- Armand De Baer (nl)
- Ferdinand De Bondt
- Jean Debucquoy (nl), questeur
- Jean-Baptiste Delhaye
- Alfons De Nolf
- Pierre Deschamps
- Jos De Seranno
- Paul De Vlies
- Jean Fosty
- Jean Gribomont
- Lucien Gustin
- Alfred Henckaerts
- Georges Housiaux remplacé (1973) par Albert Daulne
- Antoine Humblet
- André Lagneau
- Fortuné Lambiotte
- Pierre Leroy
- Hubert Leynen (nl)
- Mme Simone Mabille-Leblanc
- Jozef Magé
- Arthur Meunier
- Mme Joanna Nauwelaerts-Thues
- Maurice Olivier
- Justin Peeters
- Willy Persyn (nl)
- Basile Risopoulos
- Louis Rombaut
- Robert Schreder
- Geeraard Slegers
- Servais Thomas
- Gérard Vandenberghe
- Herman Vanderpoorten
- Maurits Vanhaegendoren (nl)
- Leo Van Raemdonck (+ 31.12.1971) remplacé 22.01.1972 par Jan Gerits
- Alfons Verbist
- Willy Vernimmen
- André Vlerick[11]

### cooptés
- Pierre Ansiaux
- Félix Cuvellier
- Leo Elaut
- Pierre Falize
- François Guillaume
- Pierre Harmel [12]
- José Hendrickx
- Robert Houben
- Mme Françoise Hermant épouse Lassance
- John Maes
- Henri Maisse
- Lucien Martens
- Marc-Antoine Pierson
- John Roelants
- Willy Schugens
- chevalier Albert Snyers d'Attenhoven
- Leo Vanackere
- Elie Van Bogaert (nl), 1er vice-président
- Robert Vandekerckhove, 3e vice-président
- Marcel Vandewiele
- Robert Vandezande (nl)
- John Van Waterschoot (nl)
- Pierre Vermeylen[13]
- Pierre Waucquez